# Zespół Filmowy Rytm
Zespół Filmowy Rytm (Zespół Realizatorów Filmowych „Rytm”) – polska państwowa wytwórnia filmowa założona w 1955 roku, a zlikwidowana 30 kwietnia 1968 roku.
Zajmował się produkcją filmów fabularnych i był tzw. zespołem pierwszej generacji. Pierwszym i jedynym kierownikiem artystycznym był Jan Rybkowski. Kierownikami literackimi byli Aleksander Ścibor-Rylski (1955–1965) oraz Jan Gerhard (1965–1968). Szefem produkcji był Zygmunt Szyndler. Produkcje tego zespołu były ukierunkowane na kino popularne dla szerokiego odbiorcy z gatunku komedii, musicalu i kryminału. Filmy tej wytwórni należą do najbardziej popularnej klasyki polskiego kina lat 50. i 60. XX wieku. Zlikwidowana została jak kilka innych polskich zespołów („Kadr”, „Kamera”, „Studio”, „Start” oraz „Syrena”) w rezultacie tzw. „wydarzeń marcowych” w roku 1968.

## Produkcje studia
- 1956
  - Zimowy zmierzch
  - Warszawska syrena
  - Trzy kobiety
  - Szkice węglem
  - Nikodem Dyzma
- 1957
  - Spotkania
  - Kapelusz pana Anatola
- 1958
  - Wolne miasto
  - Pigułki dla Aurelii
  - Pan Anatol szuka miliona
  - Ostatni strzał
- 1959
  - Zobaczymy się w niedzielę
  - Miejsce na ziemi
  - Inspekcja pana Anatola
- 1960
  - Mąż swojej żony
  - Marysia i krasnoludki
- 1961
  - Świadectwo urodzenia
  - Nafta
  - Dziś w nocy umrze miasto
  - Dotknięcie nocy
- 1962
  - Spóźnieni przechodnie
  - Spotkanie w Bajce
  - Głos z tamtego świata
  - Dom bez okien
- 1963
  - Żona dla Australijczyka
  - Naprawdę wczoraj
  - Ich dzień powszedni
- 1964
  - Późne popołudnie
  - Echo
  - Barbara i Jan
- 1965
  - Wystrzał
  - Wyspa złoczyńców
  - Współczesna nowela Polska
  - Wizyta u królów
  - Sposób bycia
  - Poznańskie słowiki
  - Popioły
  - Klasyka światowa
  - Kapitan Sowa na tropie
  - Jutro Meksyk
- 1966
  - Powrót na ziemię
  - Piekło i niebo
  - Odwiedziny o zmierzchu
  - Małżeństwo z rozsądku
- 1967
  - Westerplatte
  - Pieśń triumfującej miłości
  - Pieczona gęś
  - Pavoncello
  - Paryż – Warszawa bez wizy
  - Morderca zostawia ślad
  - Komedie pomyłek
  - Kiedy miłość była zbrodnią
  - Katarynka
  - Czarna suknia
  - Bardzo starzy oboje
- 1968
  - Wniebowstąpienie
  - Wilcze echa
  - Przygoda z piosenką
  - Hasło Korn
  - Rzeczpospolita babska